# 魏吉祥 (1956年)
魏吉祥（1956年6月—），甘肃兰州人，中国前足球运动员，前中国足协官员。大学本科学历。

## 球员生涯
1974年至1984年，魏吉祥在甘肃足球队效力，球队一直踢乙级。身高1.74米的魏吉祥司职中锋，是球队的头号得分手。他曾经拿到乙级联赛最佳射手，有媒体称他还曾入选过国家二队，但他的队友刘国顺回忆并无此事。

## 退役之后
魏吉祥退役后，在1984年参加了北京体育大学教练员大专班，与徐根宝同班。1986年大专毕业，魏吉祥继续参加北京体育大学教练员本科班，1988年毕业，同年7月进入国家体育运动委员会任装备司党委副书记兼副司长。1994年9月，他被提拔为党委副书记兼司长。1998年3月，国家体育运动委员会改制为国家体育总局，魏吉祥的职务变成了国家体育总局体育器材装备中心党委书记兼主任。2001年9月，魏吉祥奔赴新疆，调任新疆维吾尔自治区体育局党委副书记兼局长，2005年9月改任新疆维吾尔自治区体育局党委书记兼局长。2009年6月，魏吉祥回到北京，被任命为国家体育总局体育彩票管理中心党委书记兼副主任。2013年1月25日，魏吉祥调任国家体育总局足球运动管理中心党委书记兼副主任。2014年1月21日至2017年1月17日，担任第十届中国足球协会副主席。

## 遭实名举报
2015年9月，中国足协副主席兼党委书记魏吉祥被实名举报，相关材料已经寄给中共中央纪委。不久前，举报人之一付玉培又到中共中央纪委的网站上再次对魏吉祥实名举报。在寄给中共中央纪委的举报材料中，检举了魏吉祥作为中国足协党委书记大吃大喝拿补贴的行为，还曾收受前青岛足管中心主任王斌的好处费10万元；工作上，检举魏吉祥以专家自居，胡乱指挥，专横跋扈，听不进不同意见，随意指责下属，对工作中有不同意见的同志怀恨在心，打击报复，私自停止下属正常工作；人事安排上，检举魏吉祥在重要岗位安插自己人，排除异己，借中国足协改革之机，将业务骨干赶出足协。
2016年11月1日，受党内警告处分。